# 梁振英
梁振英，大紫荊勳賢，GBS，JP（1954年8月12日—），生於香港，籍貫山東省威海衛，中华人民共和国政治人物，副国级领导人。現任中国人民政治协商会议全国委员会副主席，曾任香港特別行政區第四任行政長官。
梁振英於香港回歸前，曾經擔任由中方委任的基本法諮詢委員會秘書長，參與《中華人民共和國香港特別行政區基本法》的起草事務。2011年11月，梁振英宣佈參選2012年香港特別行政區行政長官選舉，2012年3月25日在選舉委員會以689票當選為香港第4屆行政長官，獲中華人民共和國國務院總理溫家寶簽署任命狀後於2012年7月1日正式宣誓就職。
梁振英曾任內，也是惟一不是由政務司司長晉升的行政長官（不計首屆的董建華），前香港特別行政區行政會議非官守議員召集人，香港測量師學會前會長及戴德梁行亞太區前主席。推出多項本土措施應對經濟和民生問題，包括針對走私犯和奶粉荒而實施俗稱「限奶令」的攜帶嬰幼兒食用的配方粉離境新規定、實施「零雙非」政策使所有公立醫院均不會接收非本地孕婦在香港分娩、為免個人遊旅客過多，影響市民日常生活而停止向深圳居民簽發赴香港「一簽多行」簽註，改為「一周一行」、推出「港人港地」政策以優先照顧本地永久居民置業安居的需要、多處覓地廣建房屋等等；但在勞工和社會福利議題上，並無落實爭取多時的標準工時和全民退休保障。在政治方面，香港行政長官選舉產生方法未能通過，特首選舉仍未達至普選，打壓香港民主化發展。另外，其好勇鬥狠的性格以及奉行強硬政治鬥爭的路線為人詬病，與民主派關係緊張、警民關係惡化、港獨思潮冒起。任內又發生反對德育及國民教育科爭議、香港免費電視牌照爭議、佔領中環運動和2016年農曆新年旺角騷亂等社會事件，他收取澳洲公司UGL約5,000萬港元引發爭議。部分批評指其為地下共產黨員。
自2018年5月起，梁振英利用Facebook個人賬戶「狙击」親民主派人士及組織，乃至政府教育部門，成為代表建制派意見的意見領袖。2019年反修例運動期間，梁振英牽頭成立803基金，以巨額懸賞金獎鼓勵市民舉報「暴徒」。

## 早年生涯
梁振英父親是梁忠恩（原名梁澤元），是香港警隊成立初期從山東威海衞招募的警員，俗稱「山東差」，曾經駐守於港督府及山頂。梁振英有一姊一妹，是家中獨子，家中排行第二。梁振英在1954年8月12日盂蘭節於香港島西區的公立醫院—瑪麗醫院出生，故常以「自己是甲午戰爭爆發後下一個甲午年出世」來介紹自己。出生時，父親已43歲，身為警察的梁父家教甚嚴。梁振英稱：「父親的管教比較嚴，身教多於言教，就算言教都是指令你這、這、這、這樣做。」代溝加上管教嚴厲，造成梁振英較獨來獨往個性。小時候，一家人先居住於七號差館警察宿舍，後來和前任行政長官曾蔭權一樣，居住在荷李活道已婚警察宿舍。梁父曾被安排調守港督府，梁振英常到港督府給父親送飯。梁父在1966年退休。
梁振英1960年至1966年就讀荷李活道警察小學，1966年升讀英皇書院，獲得警察部五年獎學金。梁三歲時於一家由羅馬天主教教會開辦的私塾就讀，接觸羅馬天主教，並且有到教堂，直至讀中學時，也有參加羅馬天主教活動。中五會考成績只有1B1C，未能考進大學。後來短暫就讀於香港工業學院（香港理工大學前身）測量系高級文憑課程。1974年畢業後遠赴英國布里斯托理工學院修讀學士，在英國第一年生活費是靠姐姐賣嫁妝的錢，還要到外賣店打工幫補。留學期間，與來自香港、新加坡和馬來西亞的華僑學生組成中華同學會，並擔任該會副主席，為當地華僑在教堂的社區中心舉辦中文識字班。1977年，梁振英在學院畢業試以首名畢業，遂從英國返回香港。1970年代末，他常到內地講課。
後來香港經濟起飛，他加入英資測量師行仲量行，30歲左右獲擢升為這英資大行二百年歷史以來最年輕的合伙人。適逢內地改革開放，梁在英皇書院同學會認識了陳子鈞大律師，陳介紹他加入四化會，26歲的梁便加入1980年成立的「促進現代化專業人士協會」，即「四化會」，1970至80年代，梁振英在林行止介紹下，以「江晨秧」的筆名在《信報月刊》撰文多篇。
梁振英在1981年結婚，妻子為律師唐青儀，育有一子兩女，分別是長子梁傳昕、次女梁齊昕和三女梁頌昕。長子梁傳昕和三女梁頌昕同在劍橋大學畢業，分別修讀生物化學和經濟。梁傳昕繼續在劍橋大學修讀博士，研究幹細胞。次女梁齊昕則在倫敦政治經濟學院修讀法律學士學位。
由1980年代初开始，当时还只有20多岁的梁振英，就已经在政坛崭露头角。20多岁的梁振英便参与到有关香港回归以及基本法的事项，1988年，34岁的梁振英被评为“香港十大杰出青年”，并就任香港基本法咨询委员会的秘书长，42岁的时候，梁振英就已经是香港特区筹备委员会副主任，和董建华一起成为香港首任特首的热门人选。最後董建華成为香港首任特首，而他則是第三任。

### 中英聯合聲明
1984年《中英聯合聲明》簽署當日，梁振英提出建議解決主權移交後的界限街以北土地續約問題，當時中國政府不認識新界地契年期於1997年6月30日屆滿的問題，因為內地還沒有私人房地產，中國政府找上他寫意見書，後來成為《中英聯合聲明》附件三的主要內容，此後幾年，梁需要不斷到內地講課。

### 加入基本法諮詢委員會
基本法諮詢委員會成立之前，新華社找來不少親中組織統戰詳談，四化會也在其中，當時想找一個中英文流利，熟悉英國的人做秘書長，結果新華社就相中在英資大行工作的梁振英。全國政協副主席安子介覺得梁在中英聯合聲明的建議好，後來就透過廖瑤珠找梁，邀他加入基本法諮詢委員會。梁因此成為一百八十名委員的其中一人，後來更獲選為十九名執委之一。1988年僅以三十四歲之齡，便頂替時任新華社香港分社副社長毛鈞年任秘書長。沈旭暉撰文指葉國華向港澳辦推舉梁振英出任基本法諮詢委員會秘書長，根據慣例，梁振英就單線經「上線」葉國華與京聯繫。梁振英深受中方器重，已故的司徒華在他的回憶錄《大江東去》提到他是地下共產黨員，曾入黨的學友社前主席梁慕嫻也相信梁振英已入黨，李柱銘亦公然指他是共產黨人。面對地下共黨成員的質問，梁振英一向否認。
梁振英在內地講學，漸獲賞識，他的賣地知識對正大力發展地產的深圳、上海尤其有用，兩地相繼請他幫忙，策劃賣地，梁此時協助過後來的鐵面總理朱鎔基。1988年，時任上海市委副書記的朱鎔基，找梁協助上海進行第一次賣地。上海特地派了一組人南下深圳，聽取他的意見。1988年，中國修改憲法，容許土地使用權有償出讓、有償轉讓，上海率先賣地。梁振英建議公開招標，而且標書要中英兼備，上海市人民政府同意，請他和上海市官員共同起草，此時期又義務幫深圳招標賣地。
1989年六四事件發生，梁振英於6月5日在文匯報刊登署名聲明：「強烈譴責中共當權者血腥屠殺中國人民」，又向「開天窗」表示不滿的《文匯報》致崇高敬意。他接受電台訪問時沉痛說：「六四事件是中國政府的一個重大錯誤，嚴重性很大，我感到悲哀同無助。」六四後，時任上海書記的朱鎔基邀請梁振英所屬的仲量行到上海開獨資公司，深圳政府亦向他招手，但仲量行其他英、澳籍合夥人無興趣，計劃告吹。眼見深、滬大好機會，梁於1993年離開仲量行，自立門戶，開設梁振英測量師行，從東家聘請一大批舊同事過檔。他的測量師行於1999年跟新加坡及英國兩公司合組戴德梁行，他於2007年當上新公司亞太區主席。
1990年，梁振英曾與回後來成為立法會議員、中資企業老闆、民建聯副主席的蔣麗芸主持香港電台製作的財經資訊電視節目《亞洲經驗》，節目於1月17日正式啟播，以討論亞洲不同地區如新加坡、台灣等地之經濟發展經驗為內容。1993年，梁振英离开由他出任合伙人的仲量行，创立梁振英测量师行。1996年時，安子介曾公開推許梁當第一屆特首。此前於1992年，梁振英以38之齡成為當年國務院港澳辦公室和新華社香港分社首批聘用的44位香港事務顧問之中，最年輕的一員。

### 出任行政會議成員
梁振英自1997年香港主權移交后獲委任為行政會議非官守議員，1999年，接替鍾士元出任香港特別行政區行政會議非官守成員召集人，同年亦出任長遠房屋策略諮詢委員會委員。1999年，他与戴德梁行及新加坡戴玉祥产业咨询公司合作，并成为該集团的亚太区主席。 2000年，透過互換股份，與英國DTZ及新加坡的戴玉祥產業諮詢公司合併，梁振英測量師行易名為戴德梁行。2001年，梁振英及其他專業人士成立香港專業聯盟，並且擔任主席，以推廣香港的專業服務。2003年起任第十屆、十一屆全國政協常委。
2003年春，梁振英代表行政長官董建華全權與中華人民共和國中央人民政府商討自由行政策。
2006年，梁再次透過互換股份，持有控股公司的股份增至4.61%，成為戴德梁行控股公司第四大股東，首度晉身集團董事局，成為九名董事之一。2007年起他由戴德梁行北亞區主席升任為亞太區主席。2010年，梁揚言諾貝爾和平獎應頒給鄧小平，引起爭議。
2011年獲香港特別行政區頒發大紫荊勳章。同年，擔任香港華菁會榮譽贊助人。同年辭去擔任12年的行政會議召集人一職，宣布參選行政長官選舉。2012年3月25日，獲得選舉委員會1,200票中的689票當選香港特別行政區第四屆行政長官，成為行政長官當選人。2012年6月21日，辞去政协第十一届全国委员会常务委员等职务。2012年7月1日，梁振英就任第四屆行政長官，因而以香港特別行政區行政長官兼行政會議主席身份重返並主持行政會議。

## 參選
2008年，主管香港事務的中央官員特別就梁振英的管治能力諮詢意見，2010年7月15日，梁振英出席香港電台電視節目《議事論事》，被節目主持人李鵬飛要求證實他有意參選特首的傳言，梁振英沒有否認，又稱如社會有需要，他會盡力。2011年9月初，經維基解密披露，前美國駐港總領事唐若文撰寫的其中一封電文顯示，梁振英早於2009年已有意參選特首。2011年5月，前港區人大代表吳康民提出其個人的「鐵三角論」，建議由范徐麗泰出任下屆行政長官，唐英年繼續擔任政務司司長，梁振英出任財政司司長。而唐英年及梁振英早已被傳媒認為是可能參選行政長官的熱門人物。在2011年7月9日，范徐麗泰稱考慮是否參選特首。後來，她曾公開讚揚唐英年在政府打滾多年，行政經驗比自己優勝。

### 宣布競選
2011年9月9日，梁振英公開表明，正為特首選舉作準備。9月28日，唐英年正式辭去政務司司長職務，並稱自己考慮參選行政長官選舉。2011年11月27日，梁振英正式宣布參選2012年香港特別行政區行政長官選舉。在梁振英的宣布參選行政長官大會上有數百人出席，其競選團隊也一同亮相，會上支持他的各界人士分別有：市區重建局主席張震遠，他亦是梁的競選辦主席；前教統局常任秘書長羅范椒芬，她亦是梁的競選辦主任；前布政司鍾逸傑；全國政協委員、瑞安房地產主席羅康瑞；傳媒人林超榮；震雄集團創辦人蔣震；新鴻基地產前主席郭炳湘等。

## 行政長官生涯
2012年3月25日，梁振英在選委投票後以689票，得票率57.4%，當選第四屆香港特別行政區行政長官。3月28日，總理溫家寶召開第七次國務院全體會議，簽署《任命梁振英為中華人民共和國香港特別行政區第四任行政長官》的第616號國務院令，任命梁振英為第四任香港特別行政區行政長官，在同年7月1日就職。

### 拒接雙非孕婦
2012年4月，香港候任行政長官梁振英表示不能保證在2013年於香港出生的「雙非嬰兒」可以取得香港永久居留權，而香港社會的共識是雙非嬰兒「不是香港解決人口老化的正途」。同年4月26日，醫院管理局決定停止接受非本地孕婦在該年及次年的預約分娩，確保本地孕婦在公立醫院可優先使用產科服務。隨「零雙非」政策的實施，香港所有公立醫院無限期停止接受非本地孕婦預約分娩，所有私立醫院也停止接受雙非孕婦在2013年1月1日或以後的預約分娩，雙非嬰兒數目之後大幅下降，由2011年高峰時的35736人，大減到2013年的730人。不過2013年以後仍有一些雙非孕婦進入香港產子，有人因為入境時虛報懷孕狀況被定罪及判處入獄。

### 五司十四局
梁振英在其競選政綱中，建議「重組政府架構」，由原來的三司十二局變為「三司二副司十四局」 （另稱「五司十四局」），為政務司長及財政司長各設立一名副司長，另重組各局，新設文化局、科技及通訊局等。梁認為重組會更有效落實其施政理念。
由於重組政府架構涉大幅增加公帑開支（每年7,200萬），反對者認為五司十四局是加大政治分贓，架床疊屋，只會令政府結構更為複雜，運作更為緩慢，有必要審議是否違反基本法原定的三司架構；而且梁振英並不建議諮詢和公開討論，被認為接近獨裁，引起非議。
2012年5月23日，梁振英在多份報章撰寫題為拉布的文章，質疑立法會多個事務委員會討論其改組建議，實際是拉布以圖阻止改組架構，強調通過改組是「急市民所急」。文章刊登後，泛民主派立法會議員及學者批評，梁此舉是違背三權分立。公民黨黨魁梁家傑批評，梁振英此舉是向立法會施壓，並指是梁振英有責任在實施前釋除公眾疑慮；民主黨議員李永達指此舉是行政權干預立法權，違背三權分立的核心價值；香港浸會大學政治及國際關係學助理教授黃偉國亦指出，梁振英未上任便干預立法會工作。自由黨主席劉健儀及新民黨主席葉劉淑儀亦強調，在委員會討論改組架構建議於正常程序，並非拖延。
梁為趕及在7月1日上任前落實重組，動議在6月中繞過眾多民生法案打尖。泛民議員認為梁振英的做法完全不理立法會一貫的議事程序，未上台已經粗暴地干預了立法會運作。在6月21日立法會會議，原本以為在建制派佔多數下，梁的打尖動議必定能通過，但出人意表地，在數名建制派議員缺席、反對及棄權下，梁的「硬闖」動議以27票贊成，25票反對，1票棄權遭否決。最後，改組方案不單於7月1日上任時無法通過，而且在第四屆立法會終止運作前無法通過。梁政府最終在第五屆立法會開始會期後宣布放棄架構重組方案。

### 開拓邊境禁區
對於發展香港與深圳接壤的區域，梁振英於2012年6月13日，以候任特首身份接受東方日報視像專訪，提及深圳河以南28平方公里的邊境禁區可變成「特區中的特區」，大陆人和外國人均可免簽證進入邊境禁區，享用各種服務，包括金融、商業、法律。後來計劃被指將新界東北地區割讓給深圳，變成「雙非城」或「深圳後花園」，但梁振英否認。梁振英2012年6月13日表示「邊境禁區，我提的政策特色是甚麼呢？就是說內地居民，進入這個邊境禁區免簽證」。

### 成立中醫中藥發展委員會
2012年，梁振英在競選行政長官時在其政綱中建議成立中醫藥發展委員會。梁振英表示，醫院管理局當前有16間三方合作的中醫診所，每年應診人士近100萬人，可以見到尤其在基層醫療方面，中醫藥所起到的正面作用，並且廣泛地受到香港市民的認同和歡迎。在梁振英上任後的同年8月14日宣佈，香港政府決定成立中醫藥發展委員會及設立中醫藥發展委員會籌備小組，由食物及衛生局局長高永文出任中醫藥發展委員會籌備小組主席，帶領業界和學術界代表展開議事，於同月內展開正式工作。他表示期待成立中醫中藥發展委員會籌備小組及未來正式成立中醫中藥發展委員會後，香港政府能夠與各方面合作，藉着中醫藥的進一步發展，更好地照顧香港市民健康上的需要。高永文指出，香港已經有中醫師註冊制度，香港公立醫院亦有中醫科技研究中心。高永文表示，中醫藥發展委員會籌備小組成員包括中醫藥界和香港三間中醫藥學院（包括香港浸會大學中醫藥學院）的代表，中醫藥發展委員會籌備小組將會就中醫藥發展委員會的職業功能和出任人物挑戰上提供意見，並且訂立下中醫藥發展委員會於正式成立後，其未來的重點工作方向等等。同年8月31日，中醫藥發展委員會籌備小組召開首次會議，為到委員會未來的重點事務訂下了方向。

### 重新成立扶貧委員會
2012年6月19日，梁振英當選行政長官後，宣佈重新設立扶貧委員會，並且設立扶貧委員會籌備小組的職能和成員。扶貧委員會由香港特別行政區政務司司長擔任主席，其他成員包括中央政策組首席顧問、4位分別負責衛生福利、民政事務以及教育政策事務的局長、立法會議員、商業人士、民間團體領袖、非官方團體及學界代表。該委員會由政務司司長辦公室轄下的政策及項目統籌處支援，以處理日常的行政事務，小組成員之一為香港社會服務聯會行政總裁方敏生。

### 經濟政策

#### 成立金融發展局
梁振英於2012年6月下旬宣佈成立金融發展局籌備小組，由史美倫擔任主席，董事局方面，成員約20名。金發局秘書處借調政府的行政主任，而且由產業署免費借出開會地方，金發局初期需完全使用公帑運作。香港特別行政區政府於2013年1月17日成立，負責促進香港金融業的發展，其職能與香港金融管理局及貿易發展局不同，金融發展局以私人擔保有限公司形式註冊，可以接受民間捐款，為諮詢組織、民間機構及公共機構，然而其僱員與成員均為公職人員，因此同樣受到《防止賄賂條例》的監管及約束。

#### 成立經濟發展委員會
經濟發展委員會於2013年1月17日成立，旨在製定經濟發展策略和產業政策，由香港行政長官擔任主席及委任成員，成員包括盛智文，錢果豐等人。

### 家是香港運動
2013年4月23日至12月，香港特區政府聯同社會各界於共同舉辦「家是香港」運動，旨在為香港注入正能量，加強香港社會的凝聚力，並且喚起香港市民對香港這個家庭的關愛和承擔。運動包括在各個香港行政區劃舉行逾480項活動，分為活力、潮流、關愛和清新四大主題。家是香港由政務司司長林鄭月娥擔任主席，由民政事務局局長曾德成擔任副主席；秘書處由政府新聞處擔任。2013年4月23日，林鄭月娥、多位局長和香港政府部門首長穿上印有「家是香港」標誌的白色上衣，與包括體育、文化及教育等界別團體逾250名人士一同出席在香港歷史博物館舉行的家在香港啟動禮。當中170名代表每人繪畫一幅油畫，合併砌成兩幅大型的香港景觀圖，作為啟動禮的背景，以示意共同建設香港。一眾官員更與馬頭涌官立小學合唱團和嘉賓合唱《獅子山下》一曲，作為啟動禮一部分。

### 房屋政策
梁振英任內推動多項房屋和樓市政策，如首批置安心單位轉租為售、推出港人港地政策、推售居屋單位等。任內又大舉在全港各區尋找合適土地發展公共房屋。
另外，選定一幅位於沙田的土地，交予香港房屋協會發展資助房屋；以及於一幅位於沙頭角的土地興建出租公共房屋，合共提供約1,000個單位。

### 訂立貧窮線
2013年9月28日，特區政府正式公布了官方貧窮線，及有關貧窮人口的分析，以制定扶貧政策，及作為評估政府扶貧政策的成效。貧窮線的出台令商界擔心香港走向福利主義，爭論隨時更撕裂各階層，難以縫補。工業總會主席劉展灝憂慮，扶貧政策欠針對性，反成政客甚至特首爭取選票的工具，扶貧委員會關愛基金專責小組主席羅致光，指政府有足夠財力應付扶貧開支，除每年增加30億也不用加稅外，扶貧更有助修補貧富差距。

### 政制改革
2013年10月17日，梁振英宣佈成立政改諮詢專責小組，由林鄭月娥、袁國強和譚志源3人組成。2013年12月4日，政務司司長林鄭月娥在立法會大會上宣佈正式啟動2016年香港立法會選舉產生辦法及2017年香港行政長官選舉產生辦法的諮詢，為期5個月。林鄭月娥為政改諮詢專責小組主席，律政司司長袁國強和政制及內地事務局局長譚志源為成員。諮詢文件口號是為「有商有量 實現普選」。[34]三人均公開否定公民提名和政黨提名，並稱提名委員會為唯一可以提名行政長官的選舉機構。2014年7月15日，行政長官梁振英向全國人民代表大會常務委員會提交政制改革報告，啟動政改五部曲的第一部。此外，特區政府亦把政制改革諮詢收集回來的意見整理，同日向公眾發表《二零一七年行政長官及二零一六年立法會產生辦法公眾諮詢報告》。8月31日，全國人民代表大會常務委員會啟動政改五部曲的第二部，完成審議由行政長官梁振英所提交的香港未來特別行政區行政長官選舉和香港未來立法會選舉訂下框架。

#### 雨傘革命
香港泛民主派和不少市民對2017年行政長官選舉及2016年立法會選舉框架和候選人提名方案表示強烈不滿，引發長達79日、於2014年9月26日至12月15日期間發生以佔領市區主要街道爭取普選有真正選擇的雨傘革命，並引發一連串的政治運動和暴力衝突，梁振英令警方平息結束佔領運動，把警方放在對抗示威者最前線，籍親政府及建制的警察工會及鼓動建制社團挑撥警民關係，導致警民關係受到挑戰。

#### 政改方案被大比數否決
雨傘革命結束後，2015年1月7日，政務司司長林鄭月娥到立法會啟動第二階段政改諮詢，為期兩個月，諮詢文件以「2017 機不可失」作為宣傳口號。2015年4月22日，政務司司長林鄭月娥到立法會宣讀第二階段諮詢結果和公佈2017年行政長官選舉辦法的政改方案，以「2017 一定要得」作為宣傳口號。2015年6月17日，政府正式向立法會提交行政長官產生辦法議案，並於6月18日作出表決。由於33名建制派議員離開會議廳，結果造成8票贊成28票反對的局面，政改方案被大比數否決。

### 鉛水事件
2015年成立獨立調查委員會調查食水含鉛事件。

### 旺角騷亂
2016年2月8日，一批本土民主前線成員到旺角支持無牌熟食小販，至2月9日凌晨爆發騷亂。

### 宣布放棄連任

#### 以家庭理由不連任
2016年12月9日，梁振英召開記者會，宣布因為家庭原因而放棄連任。行政長官任期至明年6月30日完結。
2017年2月16日，為《星島日報》報導梁振英將於2017年3月召開的全國兩會上獲選為全國政協副主席，晉身國家領導人，至6月底特首任期屆滿前將兼任全國政協副主席和香港行政長官兩個職務。
2017年3月13日，在全國政協十二屆五次會議，特首梁振英以2066票贊成、13票反對、16票棄權，獲增選為全國政協副主席。梁振英同時兼任國家領導人和行政長官，成為首例。以及全國政協十二屆五次會議閉幕會上，當選為全國政協副主席。

### 行政長官卸任後
2024年10月24日，梁振英通過社交媒體平台分享了對香港土地屋宇問題的見解，指出當前香港面臨着土地與住房供應的嚴重短缺。他強調，儘管增加供應是必要的，但在不實行免費提供的前提下，市場需求並非無限。為此，政府需採取科學與專業的策略，準確預測未來的需求量，以實現供需的平衡，避免採取未經仔細考量的決策，以免產生不利後果。同月27日，財政司司長陳茂波在商業電台的訪談中對此做出了回應。他表示，政府無法停止土地開發的進程，並從過往的經驗中吸取教訓。自2003年起，政府曾暫停定期的土地出讓與開發活動，但這一舉措導致了明顯的負面後遺症。陳茂波強調，政府需繼續推進土地供應計劃，學習和利用以往的經驗，以更穩健、科學的方式解決土地和住房問題，確保城市的可持續發展。
2024年4月1日，梁振英率領香港企業家團乘坐中老鐵路進行考察，期間他強調此鐵路項目將有效拓展香港市場，增強滇港之間的交流與合作，同時促進內地商品的海外出口。在此行中，梁振英及其代表團還對磨憨國際口岸城市的整體規劃、南坡國際產能合作區、中國科學院西雙版納熱帶植物園以及西雙版納州傣醫醫院進行了實地考察。
2025年3月17日，梁振英在社交平台中發布貼文稱，有些香港商人誤信「商人無祖國」，以為一切「在商言商」，認爲沒有祖國的商人只會淪為「沒有父母被人欺凌的孩子」，舉世皆然。暗指長和集團向美國出售巴拿馬港口一事，該帖文於2025年3月18日被中共中央港澳工作辦公室轉發。
2025年8月，梁振英在Facebook連番發文批評李家超政府推出的「高端人才通行證計劃」（高才通）計畫，指出許多內地居民利用假學歷、假身份申請該計畫，拿到香港身分證，在香港逗留「打黑工」、讓子女讀香港學校或內地港人子弟學校、在內地享受「港人港稅」優惠，導致香港誠信受損，進一步影響香港對國家的貢獻。他又引用當年的「雙非」政策，稱雙非政策沒有改善香港人口老化問題，反而為香港有限的大學學額供應問題帶來極大不確定性。按照已經批出的22萬個申請來計算，如果有一半的申請者帶同家人來定居，到時候香港的醫療、教育、住房該如何應付。
卸任後他曾多番批評特區政府及運輸局，指其“對‘粵車南下’拖宕......政策不通是因為香港決策思維太因循保守......把‘粵車南下交給運輸局，是所託非人’”，並稱“香港要發展，是大道理，其他是小道理。”

## 批評與爭議

### 西九比賽利益漏報事件

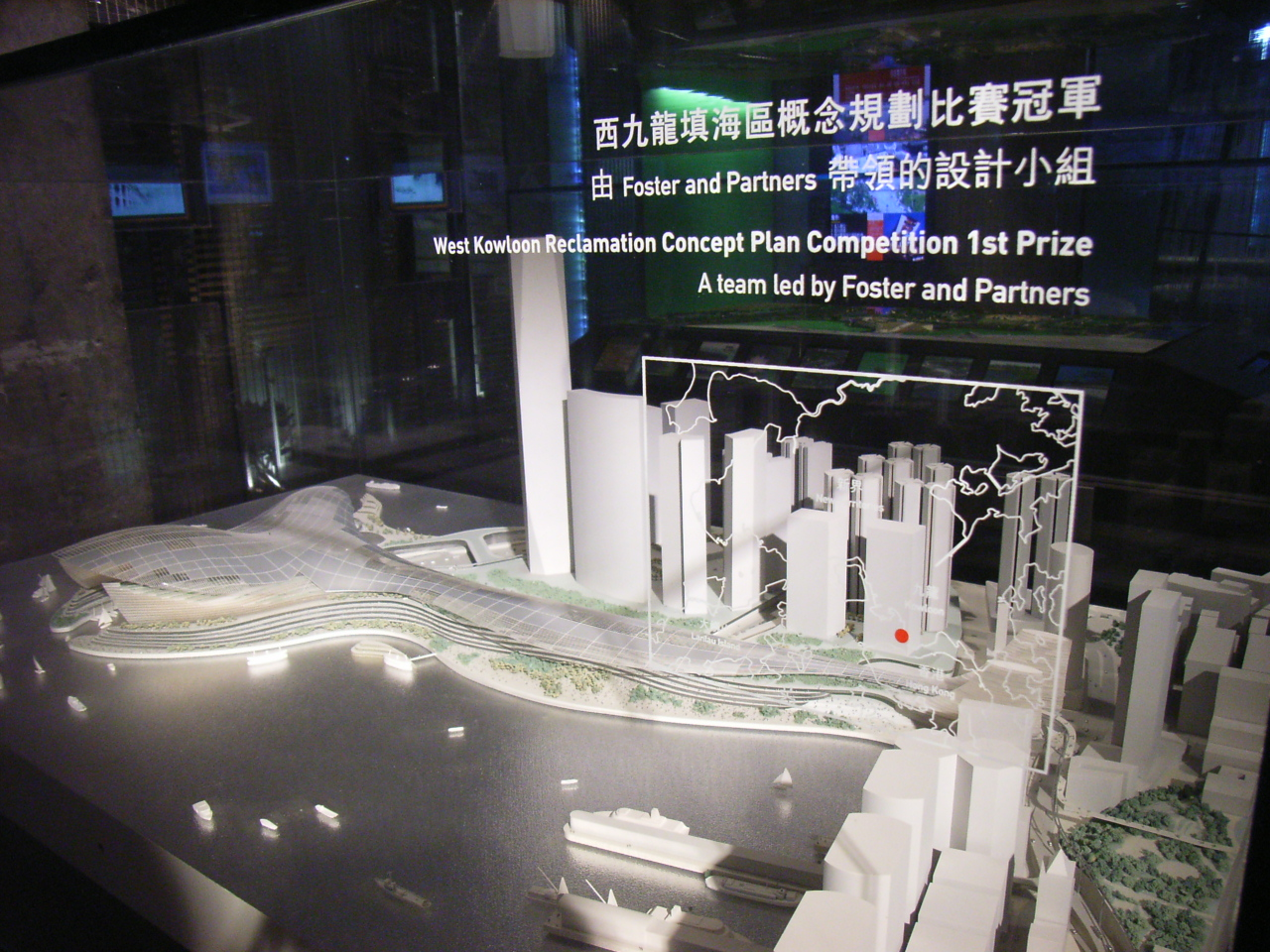
在2001年香港政府舉辦《西九概念規劃比賽》，由10人組成的國際專家評審團負責評審，成員包括梁振英。

2012年1月31日，星島新聞集團旗下《東周刊》報道，有參與西九龍文娛藝術區發展事務的官員發現，梁與其中一家參加設計比賽的公司有關連。梁振英指他在事件中沒有獲取任何報酬及利益，並早已向行政會議申報。2月8日，特區政府發稿，證實參選人梁振英2001年擔任西九規劃比賽評審時，沒有申報與他有關連的參賽公司，投票後始被發現有利益衝突。有評論指，政府發稿時間臨近特首選舉提名期，猶如在針對梁振英；而民政事務局強調政府於10年後始發稿交代事件，只是回應傳媒查詢，並無其他目的。2月10日，梁在多份報章刊登聲明，重申自己在西九龍填海區概念規劃比賽並不涉及任何利益衝突。2月11日，梁回應有報章指他任職的戴德梁行是西九比賽的參賽隊伍乃不符事實，梁也求政府公開西九比賽項目的全部檔案。
2012年2月29日，香港立法會通過引用權力及特權法，成立《西九事件專責委員會》調查梁振英在西九事件的利益衝突事宜；同時，梁競選辦去信立法會主席曾鈺成，以成員對梁抱成見為由，要求重組委員會，又要求不要在特首選舉日之前展開聆訊，梁的兩個要求被指霸道及干預立法會運作。
2012年6月27日，經過3個多月的調查，《西九事件專責委員會》提交調查報告，報告稱對梁振英作供時的「善忘」感到驚訝，對他「掉以輕心」及不完整申報利益表示遺憾及失望，認為他有不可推卸的責任。梁振英認為調查報告「還他清白」，被泛民議員指責他「厚顏無恥」。

### 江湖飯局
根據《東周刊》報道，2012年2月10日，梁營競選辦主要人物羅范椒芬和劉夢熊等人，曾經與外號為「上海仔」的江湖人物郭永鴻，在流浮山小桃園出席飯局，密會新界鄉紳拉票。事件因涉及江湖人物及多位新界鄉紳，如梁福元等，受本地傳媒廣泛關注，亦引起香港社會對黑金政治的可能性產生了疑慮。

### 被指欲「出動防暴隊和催淚彈」及大減商台牌照年期
2012年3月16日，行政長官候選人唐英年在行政長官選舉辯論直播節目上表示，2003年他任職工商及科技局局長時，聽到梁振英在「政府的一個高層會議」（暗示行政會議）中指「香港終有一天需要出動防暴隊及催淚彈對付示威者」，和建議把商業電台牌照年期由12年大幅縮短至3年。唐英年指，這番言論來自2003年50萬人遊行之後是否強推《基本法》第二十三條的討論，狠批梁振英這種打壓集會自由和新聞自由的手法很令人恐懼，直指香港人不會信任他。梁振英否認指控，並且批評唐英年在沒有任何證據下便指控他是罔顧事實、意圖抹黑對手。事後，自由黨成員田北俊不點名指當年有人提出若上街人數多達十幾萬，應出動解放軍鎮壓。行政會議前官守成員、前教育局局長孫明揚稱基於保密原則，不能確認唐英年的說法。
雖然唐英年的上述指控最終不了了之，但是在梁振英當選後2年，香港警務處在2014年6月13日晚上的反對新界東北前期撥款運動中，繼2010年反高鐵包圍立法會後4年以來首次出動防暴警察。同年9月27日凌晨，警隊再次出動防暴警察對付重奪「公民廣場」行動的示威者，更於28日黃昏開始，對增援「和平佔中」的示威者發射87顆催淚彈，是警方继2005年韩农反世贸骚乱9年以來首次施放催淚彈。有網民因而直指「兩年後證明唐唐沒有冤枉他（梁振英）」。

### 六四天安门事件立場

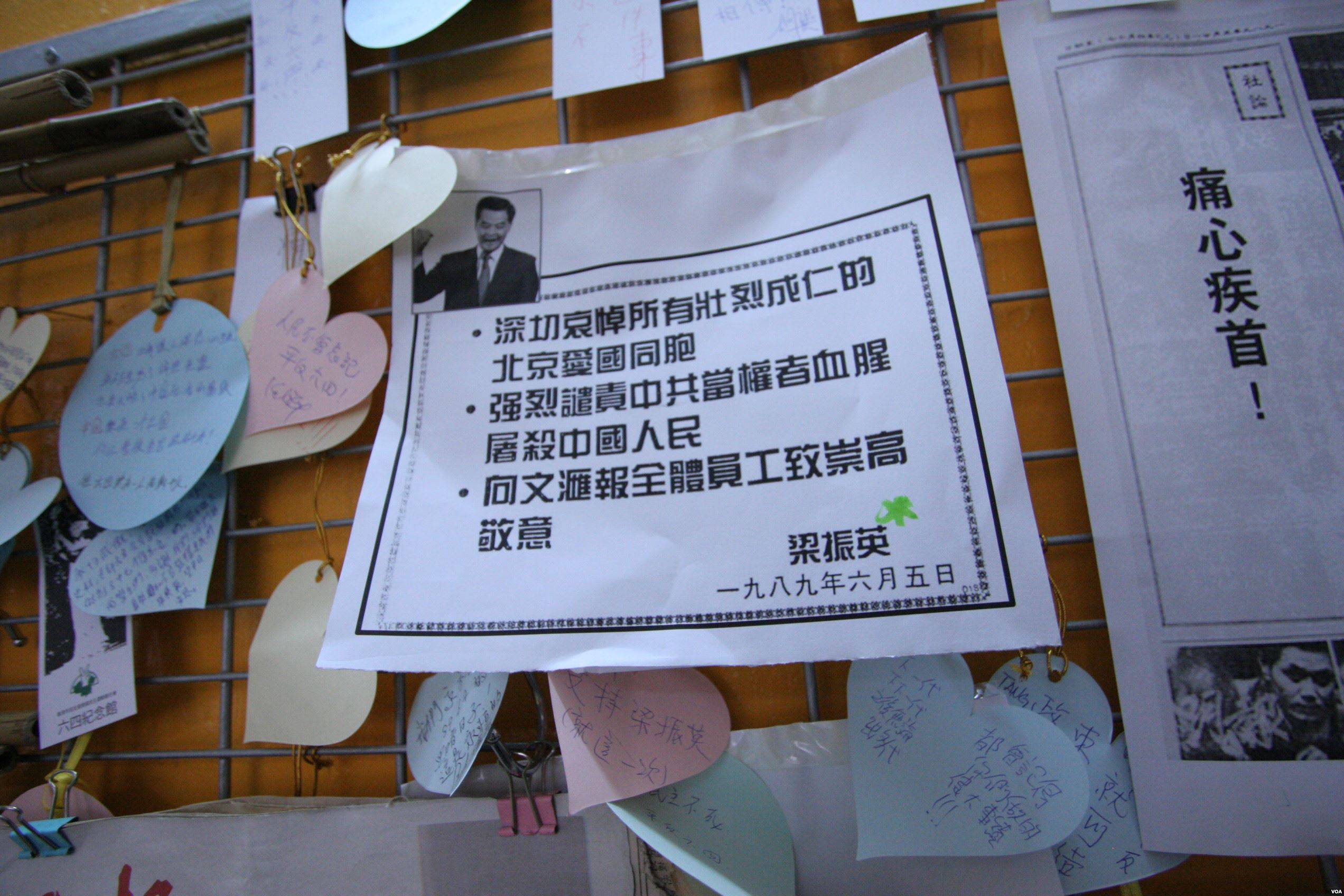
梁振英強烈譴責中共當權者血腥屠殺中國人民（六四紀念館展品）

1989年6月5日，六四天安门事件發生後翌日，梁振英曾經在全港多份報章刊登聯署聲明，“強烈譴責中共當權者血腥屠殺中國人民”。然而二十年後當被問及對於六四天安门事件的想法，他並未作出正面的回應和答覆。2010年11月12日，梁振英出席香港中文大學的活動後，被問及當年強烈譴責中共的言論，他回答「對於這個看法，我沒有改變」，形容六四天安门事件為「中國人的悲劇」。香港理工大學助理教授鍾劍華認為，「六四天安门事件」幾乎是特首候選人的「必答題」。唐英年、梁振英、范徐麗泰三人都避免在六四天安门事件等敏感議題上與中共中央不一致。梁振英在同一場合提出質疑劉曉波獲得諾貝爾和平獎的合理性，認為鄧小平令中國民眾脫離貧窮，對中國和平同繁榮作出貢献，更應成為首位和平獎的中國人，此番言論引起民主派和部分香港市民批評，斥梁振英為成為行政長官而向中共獻媚。

### 被指是中共地下黨員
部分人認為梁振英是中國共產黨地下黨員，儘管他已公開否認。
2012年3月，中共前香港地下黨員梁慕嫻在她的著作《我與香港地下黨》中，稱梁振英為共產黨地下黨員。依她理據，梁振英於1988年擔任香港基本法起草委員會秘書長，而根據中共相關規定，此類的重要職務必須由中共黨員擔任。梁慕嫻稱無法律文件證實她的推論，只從行為上推論梁振英等人是中共在香港利益的代理人。對此，梁振英透過競選辦聲明自己不是共產黨員，也從來沒有要求加入或被邀請加入共產黨，並指出梁慕嫻毫無事實根據。前港區全國人大代表、自由黨創黨主席李鵬飛也在2009年8月26日的《信報》刊文表示，梁振英肯定是共產黨員，並指地下黨員有權否認自己的黨員身份。前學運領袖王丹引述曾負責地下黨工作的前《文匯報》總編輯金堯如，指梁振英是共產黨地下黨員。
2012年3月28日，人民網在梁振英簡歷上冠以「同志」，並在其“中國機構及領導人資料庫”內將尚未上任的梁顯示為「行政長官」。事件引起議論，此後人民網突然刪除了「同志」稱謂，并修正了梁的職位名稱；梁振英對此重申自己並非中國共產黨黨員。梁振英當選行政長官後，有中國大陸的網民揶揄梁為「香港市委書記」。

### 山頂大宅僭建

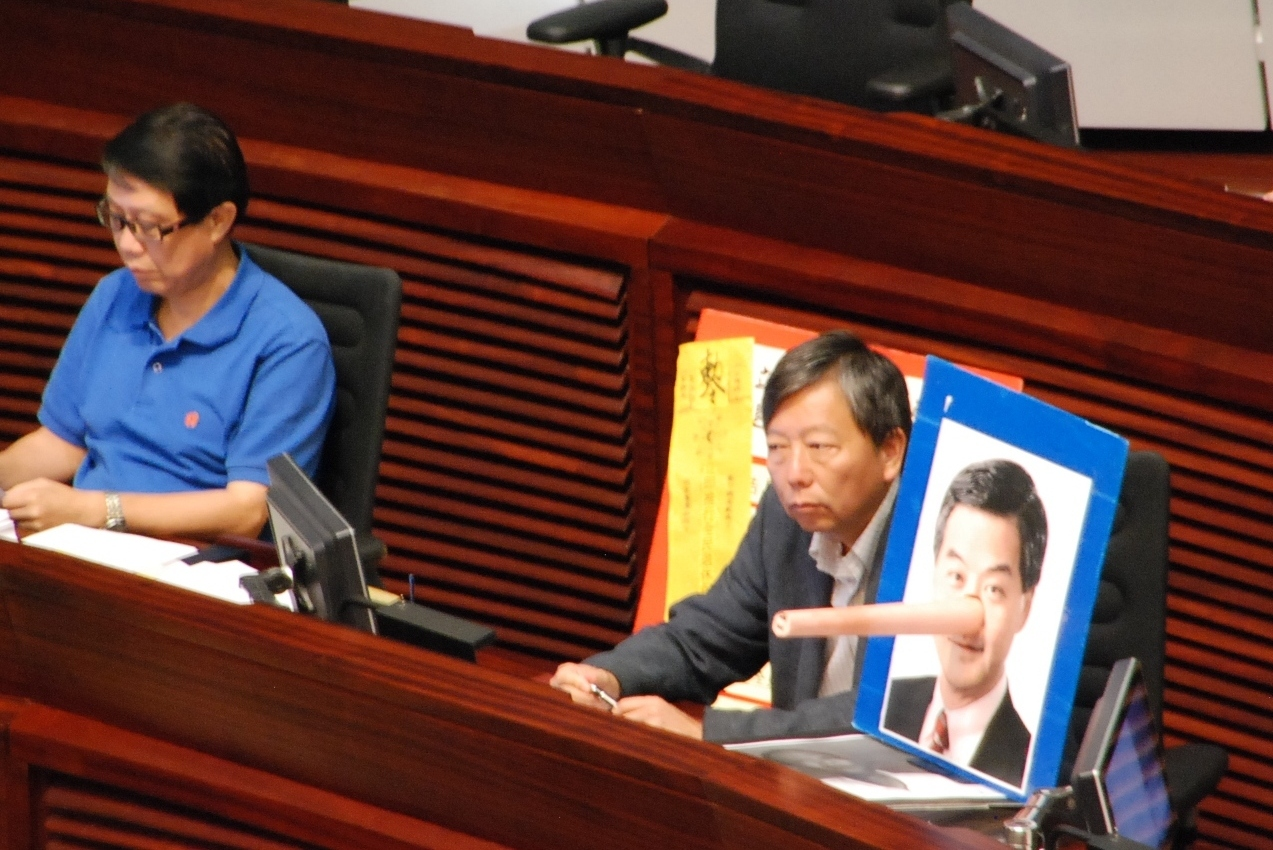
由於僭建風波的關係，梁振英在出席立法會答問大會上被李卓人等議員質疑沒有誠信

2012年6月20日，《明報》揭發梁振英位於貝璐道4號裕熙園的居所，僭建了一個面積約110平方呎的玻璃棚，梁振英承認將原來的木花棚改建為金屬及玻璃結構，而沒有向屋宇署申請，是無心之失，並會清拆。屋宇署檢查梁宅時，揭發僭建多達6處，包括雜物房、車位上蓋和一個超過300呎的地庫，身為產業測量師的梁振英解釋僭建物在購入大宅前已存在，並不知道此等是僭建物，堅持自己只是疏忽，並無隱瞞。其後，傳媒透過地政總署拍攝的高空圖片顯示，木花棚於2000年9月，即梁入住後3個月仍未出現，與梁振英稱購入大宅前已有木花棚的說法不符。梁振英得知地政總署的高空圖片後，沒有回應木花棚是否購入前已經存在。梁振英大宅僭建風波惹來各方質疑其誠信，甚至未上任已被泛民要求下台。2013年1月24日，陽光時務週刊刊登出在特首選舉中支持梁振英參選的全國政協委員劉夢熊的訪問。在訪問中，劉夢熊透露，梁振英所指曾找過兩名專業人員及一名律師到大宅檢查並沒有發現僭建問題的說法「絕對是子虛烏有」。劉補充指，曾親自致電時任梁振英競選辦公室主席的張震遠尋求協助梁，但張回應指梁的說法並不真確，所謂「兩名專業人士和一個律師」是不存在的。劉批評梁的說法是「作故事，涉及誠信問題，等如欺騙市民、欺騙中央」。行政會議成員張震遠在同日發表聲明，表示周刊引述的指控與事實不符。翌日下午，劉夢熊再次發表聲明，強調自己的說法千真萬確，並表示願意和梁振英一同接受測謊機的測試；假如自己未能通過測試，便會由香港國際金融中心二期跳下，「以一死謝天下」。

### 被指涉嫌賄選
在2013年《陽光時務》專訪中，劉夢熊指梁振英在2012年特首選舉期間曾承諾委任劉夢熊擔任行政會議成員，或推薦他當任政協常委。所以有泛民認為梁振英可能涉及賄選，並向廉政公署投訴。不過廉署守則，不會公佈是否立案調查個別案件。

### 被指語言偽術
梁振英的修辭術多次受到争議，公眾同泛民主派指他經常不直截了當的回答問題，而是搬出一些模稜兩可、沒有實質內容的答案。中文大學政治與行政學系高級講師蔡子強更形容此為梁的「語言偽術」(always make up stories)。前中央政策組顧問劉細良讚揚梁振英的說話技巧高，劉舉例僭建事件中；別人質詢他有否僭建花槽，他答說從來沒有提過「花槽」兩個字，此前他說的是「花棚」，被認為是狡猾地把問題卸開。還有「撤回與不撤回之間有好大空間」、「僭建處理了就不存在」等類似言論，被指是把問題輕輕帶過，蒙混過關。

### 向信報發律師信
2013年2月7日，梁振英就著《信報》特約評論員、前中央政策組全職顧問練乙錚其中一篇文章發律師信控告誹謗，該篇文章為《誠信問題已非要害 梁氏涉黑實可雙規》。該篇文章指出，假若全國政協委員劉夢熊在《陽光時務週刊》對梁的指控屬實，梁便需要接受雙規。事後《信報》發出聲明為帶來不便向讀者道歉。梁振英其後發出聲明，強調自己尊重言論及新聞自由，但由於「涉黑」的指控嚴重，需要嚴肅處理，並接受《信報》2月7日啟事中的最後一段。總編輯陳景祥對梁發律師信感到驚訝及失望，但強調聲明並不是向梁道歉，亦不會撤回文章。事件受到記者組織、新聞評論員及學者批評。中文大學政治與行政學系副教授馬嶽批評，梁此舉目的是打壓言論自由，制止媒體對他不利的言論；香港大學法律學院院長陳文敏指出梁此舉容易扼殺言論自由，建議他撤回律師信。

### 買家印花稅
2013年3月24日，國務院港澳事務辦公室主任王光亞在深圳向建制派立法會議員透露，特首梁振英在推出買家印花稅（BSD）前曾致電通知他。王光亞當時雖然沒有太多時間考慮，但表示支持，指有事的話由他來承擔。就梁振英在推出買家印花稅前曾致電告訴王光亞的事，特首辦在梁振英曾表示不作評論，但梁振英在2013年3月26日出席行政會議時就親自作回應，指只是「知會」而非「請示」王光亞，並解釋指致電王光亞是由於「內交」需要︰「因為買家印花稅徵收的對象是香港以外的買家，因此有辦『內交』和『外交』的需要，亦因此在我們決定了徵收買家印花稅之後，我們是『知會』有關方面。」。湯家驊質疑，梁振英在宣布開徵買家印花稅前一天致電告知王光亞，有違反行政會議的保密制之嫌。湯家驊已致函政制事務委員會，要求召關特別會議跟進事件，並邀請政府相關政策局和部門的官員出席會議作回應。
劉慧卿指，實施買家印花稅是敏感內容，行會已有林奮強前車之鑑，梁振英必須交代清楚他到底有甚麼政策出台前，已先向內地匯報，「一國兩制的原則要講得好清楚」。

### 為林奮強和張震遠呼冤
2013年8月11日，梁振英出席天水圍的地區論壇時，主動為辭職的行政會議成員林奮強和張震遠呼冤，指廉署已證指控二人的證據不足，舉報二人的政黨卻沒有「私下或公開說一句半句抱歉」。
劉慧卿表示，民主黨向廉政公署的投訴並非無理取鬧，是有實質理由才投訴。她指廉署只需向特首負責，憂慮梁振英的說話對廉署造成壓力。民主黨表明，不會因曾向廉署舉報林奮強和張震遠，而作出道歉，有人批評梁振英沒有風度與量度。

### 林慧思事件
另外，梁振英在天水圍地區論壇上提及林慧思事件，梁振英指這件事在教育系統內發生，最近接二連三有片段在網上流傳，引起公眾高度關注，會否對教師隊伍、教育質素以至青少年造成影響，故要求教育局局長吳克儉就林慧思事件向他提交詳細報告，然而當時教育局已經表明不再追究事件。
香港教育評議會副主席何漢權表示，事件涉及教師言行操守，應該交由教學專業人員操守議會處理，不適宜由特首介入。何漢權認為，行政長官的角色政治化，高調就林慧思事件表態，令情況變得更複雜。教育界立法會議員葉建源指，梁振英的做法罕有，亦不恰當，令學校與調查機構處理事件時，有更大壓力。葉建源認為，不應將問題完全歸咎於林慧思一人身上，他希望特首維持應有的公平及中立性。公民黨黨魁梁家傑批評，行政長官梁振英出席地區論壇時的言論，是挑撥離間，進一步令香港撕裂。梁家傑批評香港目前已出現「烈火烤蛙」的情況，梁振英昨日的言論，是進一步撕裂香港，此舉是為日後暴力鎮壓示威活動找藉口。質疑他是否要增加學校及林慧思的壓力。他對梁振英認為曾舉報前行政會議成員林奮強及張震遠的人士要向兩人道歉，是很奇怪，因為如果一個良好市民見到可疑情況報警，警方查完後或因證據不足未能檢控，不明白為何要良好市民道歉，質疑他是運用「拉一派、打一派」的群眾運動手法。工黨立法會議員何秀蘭亦表示擔心，香港出現文革的批鬥影子。
此外，梁振英表示上任一年多以來，曾「微服出巡」元朗與天水圍十多次，包括光顧區內的「粥粉麵飯」食肆、與太太來買魚和吃咖喱及帶女兒去圖書館。

### 嚴詞回應擲蛋示威
2013年12月7日，梁振英與財政司司長曾俊華在北角出席地區論壇，為《施政報告》及《財政預算案》作諮詢。在梁振英說開場白期間，兩名社民連示威者突然衝出，向台前官員擲雞蛋，曾俊華即告「中招」，一度狼狽離開會場。梁振英其後表示他必定會依法追究，並將之定性為「襲擊」，但曾俊華則稱自己並無大礙，並笑說：「醫生都叫我唔好食咁多蛋......好彩冇着靚西裝嚟，或者係預知呢件事。」其幽默回應與梁振英嚴詞譴責示威者成強烈對比。由於擲蛋示威在外國頗為普遍，網民將外國元首遇擲蛋後的回應與梁振英比較，突顯他亳無量度。

### 杯葛渣打馬拉松
2014年1月19日，因《蘋果日報》的採訪立場，梁振英向香港三大銀行匯丰、東亞及渣打施壓，要求三大銀行抽去蘋果的廣告。但渣打不肯妥協，於是梁振英決定拒絕擔任2014年渣打馬拉松的主禮嘉賓，改由民政事務局局長曾德成擔任。因之前《am730》被無故抽廣告事件，引起全城關注，因此不少人認爲梁振英此舉是有意打壓新聞自由及異見聲音。社民連議員梁國雄批評梁振英非常小器。

### 「未富先驕」論
2014年2月10日，人民力量立法會議員提出港府應向非本地居民徵收100元陸路入境稅。
2014年2月11日，梁振英出席行政會議前表示建議不可行，又指港人不應「未富先驕」（未富起來就驕傲起來）。人民力量立法會議員陳志全反駁梁振英的言論傷害港人感情和尊嚴，並認為港人現時是「未富先凋」（未富起來就已經凋零），要求梁公開道歉。社民連立法會議員梁國雄指梁振英完全背離民情，是「未掂先囂」（施政未穩定下來就已經囂張跋扈）。

### 李慧玲「被辭職」事件
2014年2月12日，商業電台向員工發出內部通告，表示即時終止商業電台與李慧玲的合約。
2014年2月13日，李慧玲召開記者會，表示「百分百感覺」是梁振英政府打壓新聞言論自由，是商台在續牌事件中「跪低」。李慧玲亦提及一個飯局中有官員向她表示，特首梁振英最憎的人是她，李慧玲相信，梁振英不滿她是始於行政長官選舉。李慧玲亦在記者會表示，一名與特首梁振英相識，亦與自己認識超過10年的朋友，曾叫她「小心份工」，她問對方自己是否會有人身安全問題，該名人士指，現在的政府未到這個程度。她沒有透露該人士的身份，但認為對方的說話出於好意。
行政長官梁振英表示從來沒有向任何人提及任何關於李慧玲在商台的職位，或職務的任何事宜，重申他本人及特區政府十分重視本港的新聞自由。。

### 被指在南沙或橫琴籌建香港園
2014年3月17日，《蘋果日報》報道政府計劃在廣州南沙籌建佔地達100平方公里，比香港島更大的「香港園」，除將本港部份產業遷至園區，更會興建有公營房屋及老人院等新市鎮，安排基層遷往定居，園內採用香港稅制及法律，租期最少至2047年。立法會議員涂謹申質疑計劃是「逼港人上大陸」，他指計劃反映梁無能，未有在港盡力「搵地」。他又質疑計劃可行性，即使高鐵接駁後往返兩地較方便，但公屋居民亦難負擔每程百多元車費。新民主同盟立會議員范國威指，計劃需大量社會討論，「你退休會唔會肯上大陸？」他指現時舊工廈和工業區仍未用盡，質疑計劃是梁在民望低迷時，拋出發展願景來討好資本家。
政府在11時55分發出新聞稿，表示特區政府不會在南沙或橫琴實施香港法律，亦沒有租借南沙或橫琴的構思。政府在17時44分再次發出新聞稿，表示特區政府曾經在內部提供資料文件，作討論之用，經研究後，認為大部分構思並不可行，包括在當地租借土地及實施香港法律，亦因此自香港與內地經貿合作諮詢委員會於去年十月成立以來，特區政府一直沒有向該委員會提出有關發展南沙、橫琴或其他珠三角城市的任何構思或建議。

### 不向佔領中環人士發出不反對通知書
2014年5月22日，梁振英出席立法會答問會時表示，政府不會向任何計劃癱瘓中環的人，發出不反對通知書。
泛民主派方面，民主黨涂謹申指出，《公安條例》規定需要作出「合理」考慮後，才決定是否發出「不反對通知書」。不過，警方未收到「不反對通知書」的申請，梁振英已率先拒絕，故日後警方若拒絕向「佔中」行動發出「不反對通知書」，梁振英的言論，可能成為司法覆核的理據之一。公民黨陳家洛認為，市民有權利集會遊行，但梁的言論如同行政指令，對警方及上訴委員會造成壓力。香港人權監察就指無論梁振英的言論有否令警隊受壓，已經損害警隊的政治中立。部分泛民議員認爲梁振英此舉是向警務處「落柯打」，要求警務處不要發不反對通知書。而第二日警務處處長曾偉雄附和了梁振英的言論，並表示支持。港大法律學院院長陳文敏指出，《公安條例》列明是否發出不反對通知書是警務處長的法定權力。佔領中環發起人之一戴耀廷表示一旦佔中，他們也不會申請不反對通知書。佔中可參加其他遊行集會，並於集會完結後留守。
建制派方面，民建聯主席譚耀宗表示，梁振英只是表達一種態度，一個立場。他相信，梁明白只有警務處長才有權力，但若不直接回應議員問題，或會被人指為逃避問題。經民聯梁美芬指出，梁的講法並無問題，一個犯法的組織，當然不會得到「不反對通知書」，她呼籲「佔中」組織無需「又要威又要帶頭盔」，並強調大部分香港市民反對「佔中」。工聯會陳婉嫻直言，梁的說法有點「論盡」，但相信他是經過思考才回答問題，絕對是有備而來，否則不會突然之間說出這言論。陳婉嫻又相信梁振英或有點怨氣。
政府發言人晚上澄清：「行政長官沒有亦不會干預警務處處長根據香港法例處理公眾遊行集會的決定。」

#### 支持反佔中簽名活動

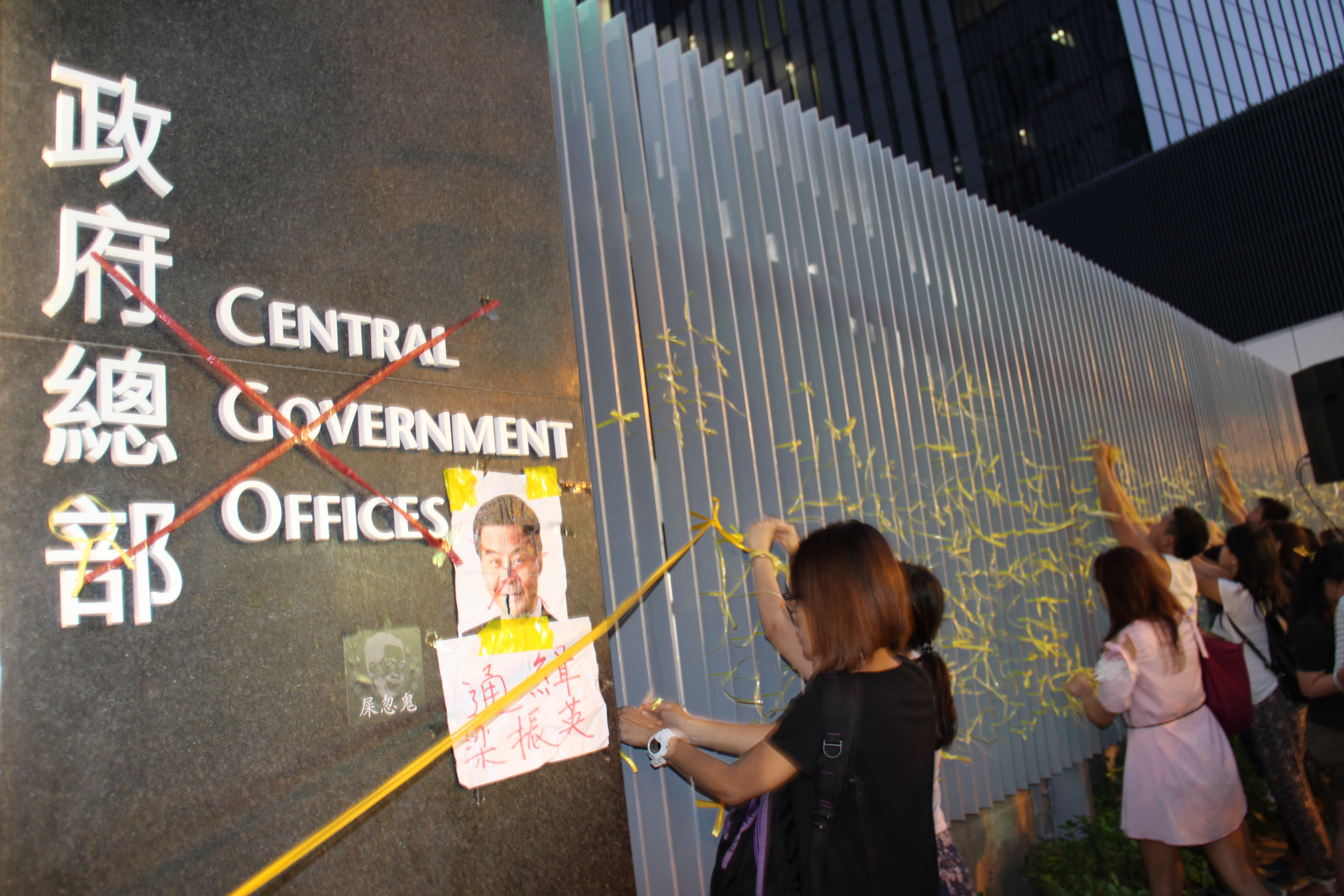
2014年9月28日有香港市民在政府總部東側已關閉的公民廣場柵欄上繫黃絲帶，以抗議中共操縱政制和不給予全面民主選舉予香港

2014年7月，「保普選反佔中」大聯盟收集市民反佔中簽名，梁振英明確表態會簽名反佔中，強調簽名屬個人行為，沒有違反《問責制主要官員守則》，亦不會對公務員構成壓力。
有泛民議員批評政府此事取態不智，有學者亦指梁振英不宜太早表態反佔中，擔心對日後推行政改不利。

### 涉嫌收取澳洲企業款項 (UGL事件)
2014年10月，澳洲傳媒《Fairfax Media》報道，行政長官梁振英 2011 年與一間澳洲企業達成協議，分兩年收取 400 萬英鎊，折合約港幣 5,000 萬元，收款時已經上任特首。梁振英正式宣布參選之日，正值他持股的戴德梁行控股公司 DTZ 賣盤，澳洲傳媒《Fairfax Media》報道，梁振英在造勢大會之後 5 天，與提出收購的澳洲企業 UGL 簽了協議。這份 UGL 行政總裁給梁振英的文件，一開首就表明好高興認識梁振英，希望雙方將來繼續合作。 UGL 保證 DTZ 會在正式被收購前，支付欠他的 150 萬英鎊花紅。另外， UGL 還承諾給予梁振英400萬英鎊，條件包括離職之後 24 個月內不會撬走管理層、不會開新公司競爭。另外，梁振英要同意不時協助 UGL 推廣業務，擔當轉介人及顧問，沒有列明時限。合約上有手寫補充，講明有關協助不可構成利益衝突，並有梁振英的簽名，合約於2011年12月2日簽署。之後幾日，梁振英在公開場合都被問到公司賣盤的事，他都指自己是一個小股東。根據協議，400萬英鎊分兩期，在2012年及2013年的12月支付，亦即是梁振英就任特首之後。梁振英的利益申報表中，受薪工作一欄沒有申報這筆款項。事件引發香港傳媒的關注。

#### 李寶蘭被取消廉署署任執行處首長
2016年7月7日，李寶蘭突然被取消署任廉政公署執行處首長，有立法會議員質疑是與她調查特首梁振英涉嫌收取澳洲企業款項的案件有關。

#### 向李慧玲發律師信
2018年7月20日 李慧玲在節目《左右大局》透露，7月初收到由前特首梁振英發出的律師信，指她在6月28日的節目間的評論關於港鐵董事會、梁振英、UGL 和禮頓建築的關係有誹謗之嫌，要求道歉。李慧玲已委託何俊仁的律師行代為回覆，她強調評論有可靠消息來源，而作為時評節目，自己是基於公眾利益而作出公允評論，不會道歉。

### 普選傾斜窮人言論
2014年10月20日，即雨傘革命期間，梁振英在禮賓府接受了包括《金融時報》、《紐約時報》和《華爾街日報》在內的英美三家媒體的專訪。他承認很多示威者是因為香港缺乏社會階級流動和房價過高而感到憤怒，但他也強調民粹壓力是他抗拒示威者訴求的重要原因。據《紐約時報》報導，梁振英的談話反映的是香港菁英階層的普遍看法，不信任一般大眾治理這個城市的能力。他的論點可能會再次激怒那些因對經濟情勢不滿，由年輕一代帶動的街頭抗爭民眾，要求改變香港的政治未來。梁振英表示，如果按照學生要求在普選行政長官時實行公民提名，選舉將變成「數字遊戲」，選舉將傾斜至勞動人口和收入低於1800美元（約新台幣54655元）的市民，做法並不可行。梁振英強調，他希望高官與學生領袖對話，可以緩和緊張局勢。但《紐時》分析，他的此番言論，顯示他依然在捍衛與一般市民對立的政治制度。

梁振英向外國傳媒表示，一人一票的普選在香港是不可接受的，否則將由月薪低於1800美元／1.4萬港元（5919令吉）的香港人主導選舉，導致政策傾斜低收入階層，造成民粹主義，不利港府的親商政策。他又聲稱，北京沒有干預佔中是香港人運氣好，現階段如挑戰他本人和港府對任何人都沒有好處。此番「萬四元論」被指激怒市民，大部分網民都在Facebook聲討梁振英。亦有網民認爲梁振英只關心與政商界的關係，完全漠視基層市民，同時也與其選特首時的政綱關注基層市民完全相違背。
2014年10月22日，特首辦發聲明，解釋梁振英所提到提名委員會要具「廣泛代表性」的意思。聲明指出，《基本法》的設計是行政長官要兼顧各階層需要，所以選舉制度的設計要「均衡參與」。因此，將來提名委員會由四大界別組成，兼顧各階層各界別，而不僅是人數眾多的階層或界別的需要。聲明亦指出，梁振英肯定了收入差距是本港的問題之一，政府重設扶貧委員會、首次設立貧窮線等，證明政府對基層市民生活的重視。

### 體育界和宗教界沒有經濟貢獻言論
2014年10月25日，梁振英出席仁川亞洲殘疾人運動會港隊歡迎儀式後見記者，再次解釋《基本法》規定選舉制度要確保均衡參與，不可向任個一界別、階層傾斜，包括不可傾斜有經濟貢獻的金融界別等，亦不會傾斜沒有任何經濟貢獻的宗教、體育界。香港女子單車比賽世界冠軍李慧詩其後在其Facebook專頁留言反駁梁的說法，她指宗教和體育都在社會上都處於一個重要的地位，並影響社會的發展，影響的不止是經濟貢獻，她認為梁應該要在宗教歷史和奧林匹克歷史上下點苦功。此外，香港殘疾人奧委會暨傷殘人士體育協會亦發表聲明，認為梁的言論對所有默默耕耘、努力不懈及自強不息的運動員、教練及義務工作人員並不公允。

### 呼籲以選票将拉布議員逐出立法会
梁振英于2015年3月25日出席一个投资论坛时，发言公开表明指责议员以“拉布”方式，延误基建项目和阻碍港府施政。他同时呼吁在场人士登记成为选民，在今年的区议会和立法会选举中用选票将泛民逐出立法会。
泛民飯盒會召集人、公民党党魁梁家傑批评，梁振英特首選舉時只獲得689票，但竟然呼籲選民不支持某些獲數萬選票當選的民選議員，是好性鬥爭、撕裂香港、唯恐天下不亂的表现。民主黨主席劉慧卿對梁振英的言論表示憤怒，批評梁振英強烈撕裂社會，嫌自己太少敵人，每日「撩交打」，言論有失身分，反映他好勇鬥狠。建制派方面，田北俊则质疑市民是否聽取他的呼籲，认为梁振英本身民望不高，难以影響到市民意願。

### 以花展參觀人數為政績
2015年6月23日，當屆政府發表上任第3年《施政匯報》，交代施政進度，題目是「重法治、掌機遇、作抉擇」，「推動民主、發展經濟、改善民生」。梁振英把香港花卉展覽總入場人次接近60萬，打破歷年紀錄等都當作施政成績。有意見認為這反映連梁本人也找不到有甚麼政績可寫，才迫不得已將這種與他領導關係不大的小事寫入施政匯報中。

### 拒絕公開表態支持香港隊
2015年11月17日，2018年世界盃資格賽亞洲區第二輪C組次循環由香港隊主場對中國隊，有報導認為梁振英拒絕公開表態支持港隊是因為怕得失熱愛足球的中共總書記習近平，以及避免因公開支持香港隊而不支持中國隊會被視為不愛國，有違政治正確。財政司司長曾俊華雖當時身在巴爾幹半島的羅馬尼亞，但卻在網上欣賞港中大戰，並於Facebook表明支持港隊，獲2.6萬個讚好。而政務司司長林鄭月娥亦在當日早上表態支持香港隊參與賽事，即使並非明確仍有公開表態支持港隊。
有球迷認為「香港人都唔撐香港人，唔配做特首，唔配做香港人」。香港足總主席梁孔德亦強調行政長官身為香港人應該撐港隊。中大社會科學院副教授沈旭暉在Facebook批評，「那些連撐港隊也不敢的人，不如不做香港人算了」。

### 呼籲失蹤者提供資料
在2015年10月至12月間發生了銅鑼灣書店股東及員工失蹤事件，其中一名失蹤者李波懷疑在香港境內被中國大陸執法人員擄走，引起全城關注，擔憂「一國兩制」受到破壞。2016年1月5日，梁振英回應事件時稱「希望李波本人提供資料」。結果惹來抨擊及揶揄，指如果失蹤人士也可以提供資料，那麽失蹤人口組已經名存實亡。亦有人揶揄稱「冇返嘅同學舉一舉手」（缺席的同學請舉手）、「希望死者提供兇手資料」。

### 涉濫權逼機場人員為女兒送行李入禁區
2016年4月6日《蘋果日報》網站版報道，3月28日凌晨，梁頌昕乘坐國泰航空CX872班機由香港飛往三藩市，其母、特首夫人梁唐青儀在候機室等候期間，梁頌昕不小心在機場進行安檢時遺漏了一個黑色手提行李，航空公司職員及機場保安以程序為由不肯讓她即時取回行李，擾攘20分鐘後，保安公司促梁頌昕向國泰求助。其後特首夫人要求航空公司職員將行李送到禁區內，但職員指根據機場保安規定，認領行李時乘客必須重新辦理出境手續，親身到禁區外認領，惟梁太不同意，在機場大鬧50分鐘。
梁頌昕其後致電父親梁振英求助，梁振英即以「叫我梁特首」向職員施壓，要求職員盡快協助其女兒取回行李。其間機管局派出一名高層到場了解，經多番商議後，最終沒有按照正規安檢程序處理，將行李直送入禁區給梁頌昕。

### 任命親信牙醫為港台顧問委員會主席
2016年8月5日，梁振英委任2012年共競選特首團隊成員牙醫陳建強為新一屆香港電台顧問委員會主席。港台工會下午發聲明，指對決定極度詫異及質疑。工會表示,顧委會職權甚大，能就港台節目向廣播處長提出意見，而會議是閉門形式，認為今次任命影響深遠，要求政府增加顧委會透明度，公開會議情況及文字紀錄，確保港台顧委會「公器公用」。工會亦質疑他合理化媒體投資者對編採方針的指示，認為陳建強對編輯自主的理解令人不敢恭維。（陳建強曾在2013年撰文，指新聞界「編輯自主卻有點過分神話化」、「除香港電台外，所有媒體都是商業經營的牟利事業，部份媒體更是上市公司，有責任向股東負責、維護股東的最大利益。」）立法會議員梁家傑及毛孟靜分別質疑此舉是要「全面操控港台」及公營機構已成「梁粉俱樂部」亦擔心日後具爭議的節目可能受干預。

### 立法會宣誓風波與人大第五次釋法
2016年10月12日，青年新政立法會議員梁頌恆及游蕙禎於宣誓就任立法會議員的儀式上，使用「支那」字詞及展出「香港不是中國」的橫額，引起議會內外愕然。其後立法會秘書長陳維安不接納兩人的誓詞，留待新任立法會主席再次為兩人監誓，但受到建制派議員製造流會及主席梁君彥禁止兩人進入會議廳宣誓等原因，無法再進行宣誓。及後兩人嘗試衝入會議廳但令會議被迫暫停。
梁振英回應事件時，表示香港市民對事件會感到憤慨及失望，並認為事件傷害中港兩地人民的感情。他指出，成為立法會議員的其中必須條件是擁護《基本法》和效忠香港特別行政區。

### 卸任特首後利益衝突疑雲
除了行政長官任內的UGL事件，梁振英於卸任後亦被捲入利益衝突的疑雲。於2017年9月，梁振英被揭發成為兩間以一帶一路及大灣區為名的公司董事。立法會議員林卓廷認為，即時沒受薪或分紅，角色上仍有利益衝突。然而，前特首離職後相關工作規限，特首離職首年內不能在商業或專業機構出任董事，除非是由非牟利機構或非商業性質的組織委任。由傳媒揭發才匆匆申報，做法亦受質疑。

### 被指運用語言偽術
梁振英的修辭術多次受到争議，公眾同泛民主派指他經常不直截了當的回答問題，而是搬出一些模稜兩可、沒有實質內容的答案。中文大學政治與行政學系高級講師蔡子強更形容此為梁的「語言偽術」（always make up stories）。前中央政策組顧問劉細良讚揚梁振英的說話技巧高，劉舉例僭建事件中；別人質詢他有否僭建花槽，他答說從來沒有提過「花槽」兩個字，此前他說的是「花棚」，被認為是狡猾地把問題卸開。還有「撤回與不撤回之間有好大空間」、「僭建處理了就不存在」等類似言論，被指是將問題輕輕帶過，蒙混過關。

### 狙擊蘋果日報與被惡搞
就梁振英在2018年3月下旬持續「狙擊」《香港蘋果日報》的廣告商一事，香港泛民主派政治組織社會民主連線人士吳文遠眾籌於該報A1頭版投放一則全版廣告，以「問候」梁振英。4月8日，刊登了一篇「香港人忍耐力有限公司贊助」的頭版廣告，內容為要求梁振英北上取代習近平等惡搞內容。其後中文維基百科的梁振英條目多次被IP用戶破壞，其生平被多次加上不實的逝世日期，也導致蘋果iOS系統中的人工智慧助理軟體Siri一度誤認為梁振英已逝世。

### 與七二一事件襲擊者飛天南合照
2019年元朗七二一事件發生後，梁振英嚴厲譴責事件中的暴徒，並呼籲停止一切暴力行為。惟梁振英本人亦被揭發曾與事件中屬黑社會14K老大的施襲者「飛天南」合照。

### 批評港台記者利君雅
2020年9月28日，香港電台記者利君雅在臨近試用期結束前，突然被港台以重啟對其投訴調查為由，再把其試用期延長120日，惹來不少爭議。對於有關事件，梁在社交戶口發言，以記者必然有基本禮貌為題，直指利沒有禮貌，更稱在香港以及外國都沒有像利一樣態度的記者，又指其行為在英美兩地出現的話，必然早早就被解僱。

### 要求教育局公開操守失當教師資料
2020年9月30日，梁振英在社交帳號指其成立的「803基金」已提出司法覆核，要求教育局公開被裁定操守失當教師姓名及任職校名等資料。
及後梁振英於10月13日在社交帳號發佈18名曾被捕上庭的教師資料，聲稱其創立的「803基金」會從不同途徑收集資料，再「向有關學校求證」並公告社會。立法會議員許智峯表明會向個人資料私隱專員公署投訴；教育界議員葉建源則表示，教協關注「有人有組織地對教師起底」有否違反《私隱條例》，強調「不會容許這些情況繼續」，已著手研究申請禁制令。私隱專員公署共接獲17宗相關投訴，但沒有正面回應梁振英做法是否違反《個人資料（私隱）條例》，僅表示會根據既定程序處理。

### 建議特首協商產生
梁振英在接受「香港01」專訪時，表示以政治協商形式產生香港特首不違反基本法及中英聯合聲明，也不需要人大釋法。民主派批評該做法是民主的大倒退，而現任行政長官林鄭月娥也認為以選舉方法產生特首比較好，改用協商星尚須修改《基本法》附件一。

### 表明不排除再選特首
2021年3月3日，梁振英北京出席人大兩會前接受路透社訪問，被記者問及會否再選特首，他表示會竭盡所能服務香港和國家(I'd do anything to serve Hong Kong well and to serve the country)。又表示自己是數百萬名合資格競選特首的港人之一，而卸任後的過去3年並非「甚麼也不做」。

### 特首上任後隱瞞私企董事職位
2021年10月，據立場新聞參與國際調查記者同盟解密的「潘朵拉文件」，梁振英就UGL事件接受廉政公署調查期間，於2015年11月將名下公司Ace Link Property持有的日本EuroAsia Properties三成股份出售給UGL公司，價值20萬英鎊，當時約合港幣230萬。據戴德梁行2011年的年報，EuroAsia Properties是其在日本開設的附屬公司，持有七成股份，由此可推斷剩餘三成股份由梁振英持有。然而，梁振英上任特首後2012年8月3日發表的公開利益申報表，均未提到其本人持有Ace Link Property和EuroAsia Properties的股權，他當時仍是這兩家公司董事，直至8月10日才辭去職務。對此，梁振英表示申報制度僅要求申報直接持有的公司股權，不包括下設各級子公司股權，又稱他已經「在制度要求以外主動作出額外安排，將所有股權放入由專業人士管理的信託，本人不行使作為（包括日本公司）股東的決策權」，指立場新聞他出任行政長官時的申報情況，已經交由律師處理。

### 批評記者涉及內地醫護的問題
2022年3月16日，now新聞記者在政府疫情記者會上問及內地援港醫護的投訴機制，建制團體香港政研會發起聯署，質疑記者涉散播仇恨言論，或觸犯國安法。now新聞昨日就有關記者的提問致歉，據悉該記者被口頭警告。now另一記者同日在特首記者會問到投訴機制，亦被全國政協副主席梁振英質疑「心術不正」。立法會議員鄧飛3月15日在一個小組委員會上也有關注內地醫護投訴機制，
全國政協副主席、前特首梁振英在Facebook批評有關提問，質疑該記者是「腦袋問題還是心術不正」。梁振英在Facebook表示，香港醫護人員分身乏術，大批老人家危在旦夕，醫護感染康復後再奔前線，「內地醫護離鄉別井來香港救人，醫療事故？投訴？」他稱，該記者不能說由於「因為有前線醫護也擔心」就
重複這個「無厘頭問題」。

### 威嚇芬蘭法輪功學員
2025年8月13日，梁振英與夫人梁唐青儀在芬蘭首都赫爾辛基的西貝流士公園（Sibeliuksenpuisto）內散步，偶遇一群在公園內「練功」及收集人權問題聯署簽名的法輪功學員，於是上前交涉，要求法輪功學員提供姓名及住址等個人資料，並向對方表示「有了你們的姓名，回去馬上就可以查，一個連着一個的」，「法輪功在香港，好多年之後，我們把所有東西查得清清楚楚」，又指控對方「收錢」。在場學員報警求助，警員在梁振英一行人離開不久才到現場錄口供，並確認學員的活動合法及受芬蘭法律保障，承諾會監視有關區域，以防再有滋擾發生。

## 對梁振英的稱呼
香港親梁振英陣營人士對梁振英一般稱呼作「梁特首」。而香港反政府人士對梁振英的蔑稱有「689」、「狼英」、「路姆西」（Lufsig）等。自2015年起，梁振英被包括立場被指較為親中共的成報在內的各大傳媒冠以「港獨之父」之名。

## 民調

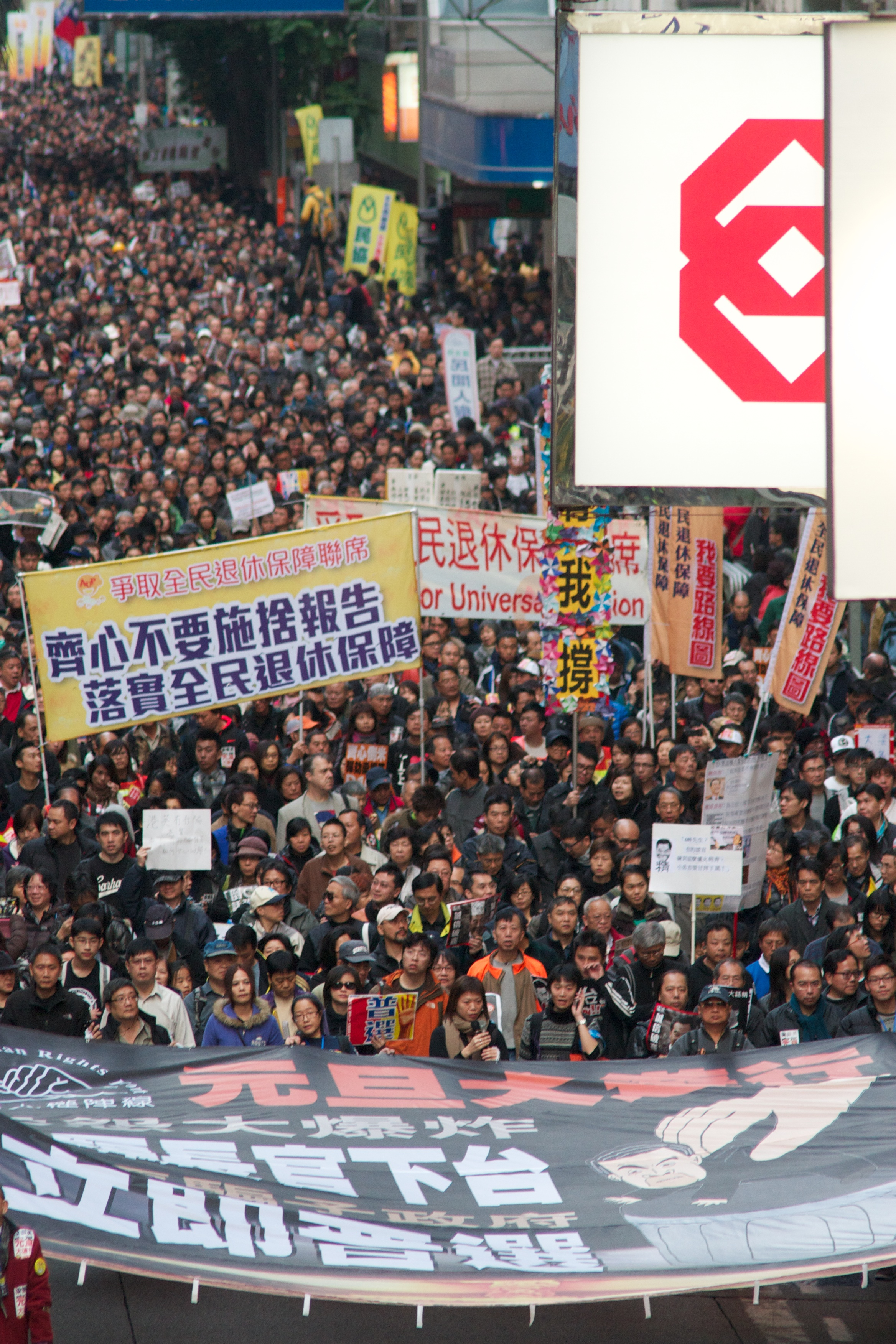
香港市民於2013年元旦上街要求梁振英下台，不少參與者為民主派支持者

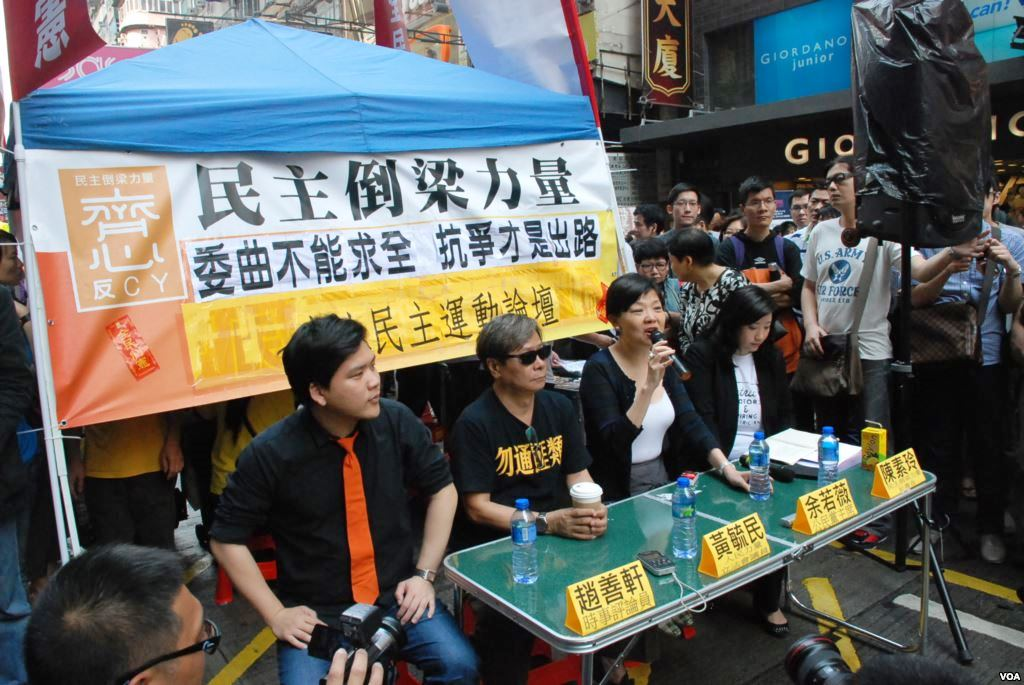
2014年余若薇、黃毓民、陳素玲和趙善軒等民主倒梁力量

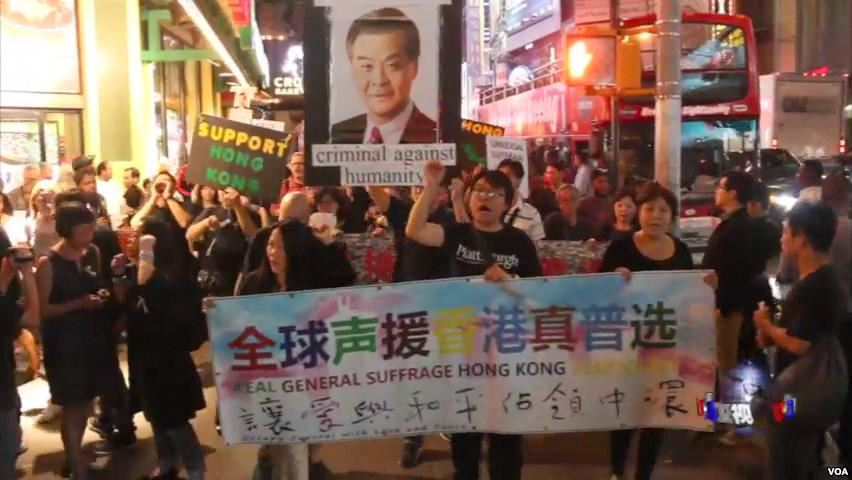
兩百多名居住在紐約的香港人於佔中啟動後遊行聲援，並抨擊梁振英鎮壓港人是違反人道的刑事罪犯

梁振英上任後爭議不斷，不但與非建制派（泛民主派、自決派、本土派）的關係一直惡劣，且與溫和建制派的關係欠佳，民望一直下挫，就任後觸發多場遊行。香港大學民意研究計劃在2013年1月2日公佈的調查顯示，梁振英的支持度評分有49.1分（並非支持率，若只計算支持率一直低于三成），處於不合格水平。
2013年香港元旦大遊行，有很多市民遊行要求梁振英下台。民間人權陣線宣稱有13萬人，警方指最高峰時有二萬六千人，香港大學民意研究計劃估計為3萬至3.3萬人與此同時也有支持梁振英的遊行，卻爆出派錢醜聞，新界總商會副宣傳主任蔡志峯被指以每人250至300港元找人參加遊行。主辦團體否認「向遊行人士派錢」，指「涉嫌派錢者及接受金錢人士不是發起團體、其會員及支持者」。鄭耀棠質疑有人混入遊行隊伍插贓嫁禍。時事評論員王岸然撰文指有「地產霸權」與「傳媒惡勢力」企圖「集中力量，盡快趕梁振英下台，以免他有時間藉施政改善民望」，「急於推梁振英下台的只是『地產霸權』」，其他人起哄倒梁則是「給『傳媒惡勢力』設下的議題所帶引」。
2013年5月14日，香港大學民意研究計劃顯示，梁振英民望跌至上任後的新低，支持率不足三成，只有兩成九，反對率卻高達五成半，以上任十一個月計，其民望評分亦是香港歷任特首同期中最低，被評為「表現失敗」。總監鍾庭耀表示，其民望的下跌，可能受到前廉政專員湯顯明涉嫌行為不當事件、四川雅安地震方捐款1億港元事件，以及碼頭工人罷工事件等影響。
2013年8月15-20日，香港大學民意研究計劃所進行「假設明天選舉特首，而你又有權投票，你會唔會選梁振英做特首？」民調，回答「會」的只有25.3%，回答「不會」的則為超過兩倍的56.2%。
2013年8月底，立法會民主派議員范國威（新民主同盟）、毛孟靜（公民黨）、張超雄（工黨）、環保觸覺主席譚凱邦、保衛香港自由聯盟發言人韓連山及多名社運人士在Facebook發起「抗融合．拒赤化．反盲搶地 一人$100換特首 還香港人一個家 （页面存档备份，存于）」行動，由數百位港人集資於9月3日在《明報》及《都市日報》刊登「反梁」廣告，批評梁振英漠視港人利益，讓自由行陸客「肆虐」香港，破壞香港的文明和秩序，香港人基本生活需要不斷被剝削，已讓港人忍無可忍，表明「換特首是出路」，促請中华人民共和國中央政府停止干涉香港內部事務；並在臺灣《自由時報》刊登「香港面對嚴重中國化，請台灣引以為鑑」廣告，讓臺灣人明白香港引入中國大陆新移民及旅客後港人所面對的苦況，不要讓臺灣被中國大陆旅客攻陷。
2013年底，因香港免費電視牌照爭議，梁振英拒絕發牌予香港電視網絡，並以行會保密協議為由，拒絕交代拒發牌原因，他及特區政府的民望全線下挫。香港中文大學亞太研究所的民調顯示，梁振英的整體表現評分跌至上任後的新低41.7分；對特區政府表現的滿意者僅13.5%，不滿意者達到49.2%。
2013年12月17日，梁振英在北京與全國人民代表大會常務委員會委員長張德江會面後，離開人民大會堂正要下樓梯時，突然重心不穩，他立即舉起雙手作平衡，才不致於當眾跌倒。
2013年12月19日，中华人民共和国國務院港澳辦主任王光亞在北京與梁振英會面後表示，中央會規範化特首述職，並明確提出三項述職要求，包括特首除了報告政績外，亦要匯報不足；匯報特區政府來年新規劃；以及報告貫徹落實《基本法》取得的進展及當中存在的問題。
2014年10月，梁振英在處理雨傘革命時的表現備受批評，亦被指漠視民意以及利用各種方式打壓示威者的聲音。這促使梁振英的民望跌至上任以來新低。在中大民調中，梁振英的評分跌至38.6分，而港大民調中的評分亦只有38.9分，兩民調的民望均是其上任來新低。其中港大民調結果又顯示，有62%人反對其出任特首，支持的只有23%；而在18-29歲的受訪者中，有87%人反對其出任特首，支持的只有8%。
香港電視節目主持褚簡寧曾就梁振英的低民望發表過評論，指梁振英的最大問題是他無法給人可愛和誠實的印象，儘管他的政策幫助了部分基層市民，但他無法擁有大批忠實的支持者。

## 家庭生活
梁振英在1981年結婚，妻子為律師唐青儀，育有一子兩女，分別是：長子梁傳昕（1989年5月16日出生）、次女梁齊昕（1991—2025）和三女梁頌昕（1992年出生）。一家五口名字的羅馬拼音的縮寫都是CY，三名子女都已經移民英國。長子梁傳昕和三女梁頌昕同在劍橋大學畢業，分別修讀生物化學和經濟。梁傳昕繼續在劍橋大學修讀博士，研究幹細胞。次女梁齊昕則在倫敦政治經濟學院修讀法律學士學位。儿媳是芬兰人Mimmi Mononen（莫宓莲）。
2014年6月下旬，梁齊昕突然在其Facebook上載兩張疑似「自殘照」，其中一張懷疑在浴缸拍攝，清楚見到她左手腕有兩條紅痕。
針對雨傘革命，梁齊昕曾在Facebook寫道她的衣服、鞋子、珠寶都是香港納稅人的錢買的，挑釁抗議民眾。
2015年3月17日，梁齊昕清晨時分突然在facebook留言，聲稱曾遭家暴，被母親梁唐青儀辱罵、掌摑及踢傷，曾想過在香港禮賓府跳樓自殺，更報警稱遭人用玻璃襲擊受傷。警方召救護車到場，經調查後以無人要送院收隊離開。其間，梁齊昕面容憔悴地三度現身禮賓府露台。梁振英事後首次承認女兒因健康及情緒問題一直要看醫生，籲外界給女兒多一點空間。到3月18日清晨，梁齊昕在其Instagram帳戶表示已離家出走。
2025年4月8日晚上10時40分，梁齊昕被發現在香港筲箕灣愛德街1號香港逸蘭蘇豪東服務式公寓昏迷倒臥在房間地上。救護員接報到場檢查後，證實梁齊昕已當場不治，終年33歲。4月9日凌晨1時許，梁振英由一名要員保護組警員陪同下到場，步入公寓了解情況。同日清晨5時許，梁振英於其個人Facebook上發文證實梁齊昕死訊，並指她「走得很突然，沒有留下隻言片語，只是安詳的躺在床上」，又感謝警方和法醫的調查以排除梁齊昕自殺和其他可疑。

## 著作
- 《家是香港》
- 《家是香港(二) · 如果是你的子女》
- 《家是香港(三) · 奔向未來》

## 榮譽

### 勳銜
- 金紫荊星章（1999年）
- 大紫荊勳章（2011年）

|  |  |  |  |  |  |

| 大紫荊勳章 | 大紫荊勳章 | 大紫荊勳章 | 金紫荊星章 | 金紫荊星章 | 金紫荊星章 |

### 榮譽博士
- 西英格蘭大學榮譽工商管理博士（1997年）
- 香港理工大學榮譽工商管理博士（1998年）
- 香港嶺南大學榮譽社會科學博士（2009年）
- 澳門科技大學榮譽社會科學博士（2024年）

## 影視媒體形象
- 《香港亂噏》：2009年政治戲仿節目，由姜皓文扮演梁振鷹，模仿梁振英。
- 《東宮西宮TV》：2011年政治喜劇節目，由楊永德飾演震鷹，模仿梁振英。
- 《福祿壽十周年演唱會》記者會：阮兆祥﹑李思捷和王祖藍分別扮演三任香港特首，並由王祖藍扮演涼浸英，模仿梁振英。

## 外部連結
- 香港特別行政區前任行政長官梁振英網站（2012年7月1日至2017年6月30日）（页面存档备份，存于）
- 梁振英的Facebook專頁

| 中国人民政治协商会议全国委员会 | 中国人民政治协商会议全国委员会                | 中国人民政治协商会议全国委员会         |
| ------------------------------ | --------------------------------------------- | -------------------------------------- |
| 新頭銜 增選                    | 中國人民政治協商會議全國委員會副主席 2017年－ | 現任                                   |
| 政府职务                       |                                               |                                        |
| 前任： 曾蔭權                  | 香港特別行政區行政長官 2012年－2017年         | 繼任： 林鄭月娥                        |
| 前任： 鍾士元                  | 香港特別行政區行政會議召集人 1999年－2011年   | 繼任： 夏佳理                          |
| 香港立法會                     |                                               |                                        |
| 新頭銜                         | 臨時立法會議員 1996年－1998年                 | 被立法會取代                           |
| 香港特別行政區排名名單         |                                               |                                        |
| 後於： 馬道立 終審法院首席法官 | 前任行政長官                                  | 前於： 張建宗 香港特別行政區政務司司長 |